# Шоломниця висока
Шоло́мниця висо́ка (Scutellaria altissima) — багаторічна рослина родини глухокропивових. Регіонально рідкісний вид. Лікарська культура.

## Опис

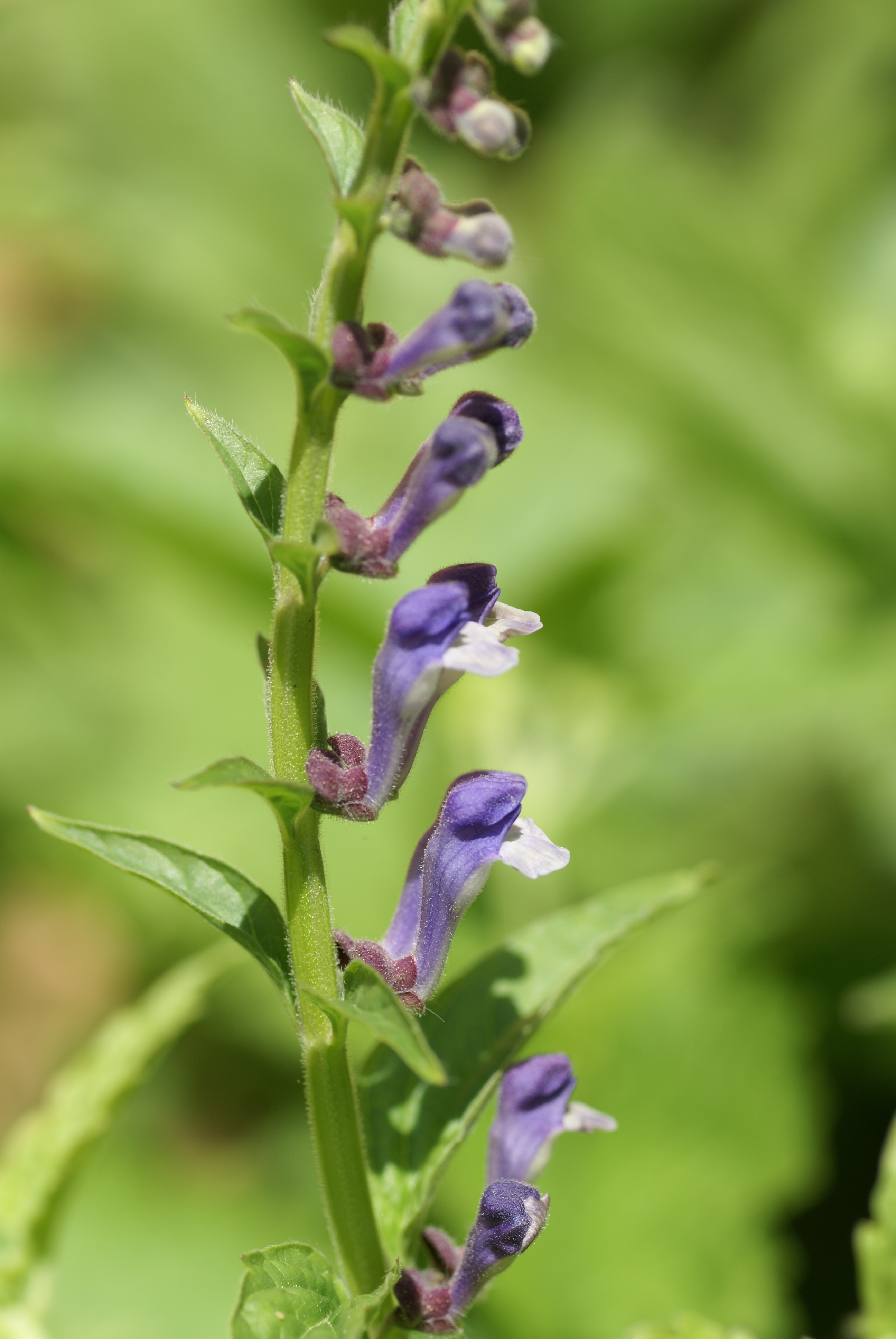
Квіти великим планом, також добре помітні приквітки

Трав'яниста рослина заввишки 30–150 см. Кореневище косе. Стебла прямостоячі, прості або розгалужені, чотиригранні, запушені короткими звичайними і залозистими волосками. Листки завдовжки 5–15 см, завширшки 2–5 см, яйцеподібні або серцеподібні, на довгих черешках, пилчасті, зісподу слабко запушені уздовж жилок. Приквітки сидячі, значно менші від стеблових листків, цілокраї.
Суцвіття — несправжній колос завдовжки до 30 см. Колосся однобічні, негусті, розташовані на верхівках центрального та найвищих бічних пагонів. Квітки зигоморфні, дрібні (12–18 мм завдовжки). Чашечка густо запушена довгими і м'якими залозистими волосками, часто з фіолетовим відтінком. Оцвітина залозисто-волосиста, з колінчасто-вигнутою у нижній частині трубкою. Верхня губа фіолетово-синя, нижня — біла.
Плід — сплюснуто-яйцеподібний горішок, завширшки до 2,5 мм. Зовні він вкритий дрібними горбочками, запушений поодинокими зірчастими волосками, кожен з яких має по 3–5 променів.

## Екологія та поширення
Типовими місцями зростання шоломниці високої є світлі листяні ліси, зарості чагарників, луки, лісові яри. Рослина помірно світло- і вологолюбна, віддає перевагу плодючим, легким суглинкам. Квітне з кінця травня до липня, плодоносить у червні-серпні.
Шоломниця висока широко розповсюджена на теренах Центральної та Східної Європи, в Італії, Малій Азії, на Кавказі, півдні Уралу. В європейській частині Росії вид став рідкісним, внаслідок чого його занесли до Червоної книги Московської області.

## Застосування
Офіційна медицина цю рослину не використовує, натомість вона добре відома у народній медицині. З трави шоломниці високої готують відвари, які вживають як відхаркувальний, сечогінний і заспокійливий засіб при гіпертонії, набряках, кашлі.

## Синоніми
- Cassida altissima (L.) Moench
- Scutellaria altissima subsp. commutata (Guss.) Nyman
- Scutellaria commutata Guss.[2]